# Ludlow (West-Australië)
Ludlow is een plaats in de regio South West in West-Australië.

## Geschiedenis
In 1866 werd een schooltje actief in Ludlow, voor de kinderen van de plaatselijke landbouwers en houthakkers. Afhankelijk van het aantal leerlingen opende de school in Ludlow, Newtown of Wonnerup. De plaats is vernoemd naar de rivier Ludlow die vermoedelijk naar Frank (of Frederick) Ludlow werd vernoemd, een van de eerste kolonisten in West-Australië. Hij arriveerde in 1829 aan boord van de Parmelia en verkende de streek in 1834.
Vanaf de jaren 1900 begon het 'Forests Department' met de aanplant van dennenbomen in de streek. In de jaren 1920 vestigden er zich aan de hand van een Group Settlement Scheme meer mensen. Het schooltje werd in 1925 in een nieuw gebouw ondergebracht en zou nog tot 1948 actief blijven. Van 1921 tot 1927 was er een 'Forestry School' (bosbouwschool) actief. Tegen de jaren 1940 waren de bomen groot genoeg om verwerkt te worden tot multiplex, net op tijd voor de naoorlogse bouwwoede. In de jaren 1950 werd er een houtzaagmolen gebouwd met een nederzetting rondom. De molen bleef tot in de jaren 1970 in bedrijf.
In 1978 werd de streek opgenomen in de nationale erfgoedlijst. Hoewel de nadruk lag op de restanten tuartbos werd ook het historisch belang van de nederzetting in Ludlow vermeld, vanwege de eerste bosbouwschool van West-Australië die er gevestigd was. De nederzetting werd een operatiecentrum van het 'Department of Conservation and Land Management' (CALM). Tegen het einde van de 20e eeuw eigende CALM zich de hele nederzetting toe met het oog op het ontwikkelen van duurzaam toerisme. In het begin van de 21e eeuw had CALM er zich terug getrokken en werden de overblijvende huisjes van de nederzetting verhuurd aan particulieren.
In 2016 werden de huurders uit de huisjes gezet vanwege de slechte staat en hoge kosten voor renovatie van de huisjes.

## Beschrijving
Ludlow maakt deel uit van de lokale bestuursgebieden (LGA) City of Busselton, waarvan Busselton de hoofdplaats is, en Shire of Capel, waarvan Capel de hoofdplaats is. De grens tussen beide LGA's wordt gevormd door de rivier de Ludlow.
In 2021 telde Ludlow 132 inwoners.

## Ligging
Ludlow ligt nabij de Bussell Highway, 210 kilometer ten zuidzuidwesten van de West-Australische hoofdstad Perth, 20 kilometer ten noordoosten van Busselton en 15 kilometer ten zuidwesten van Capel.

## Galerij

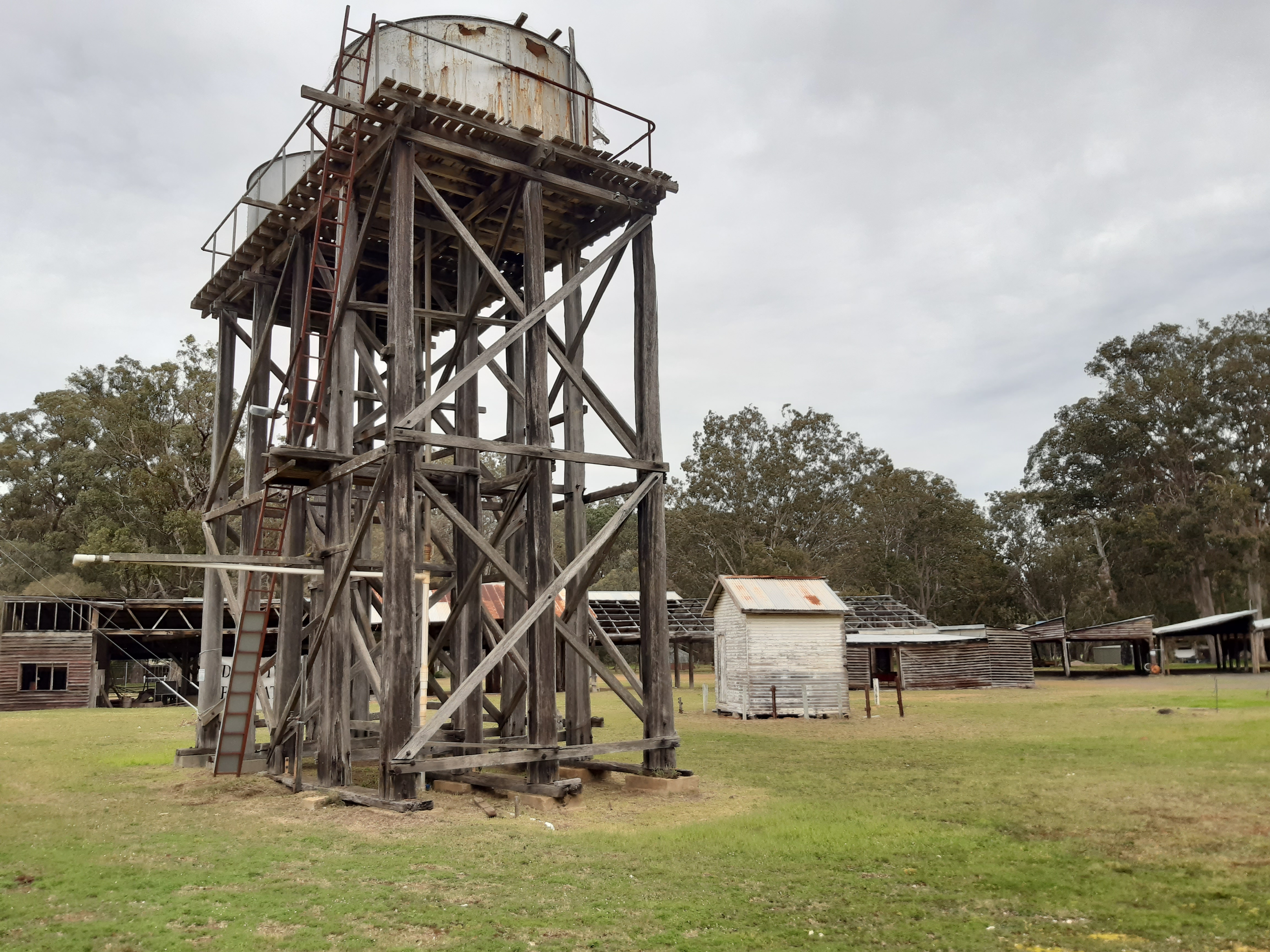
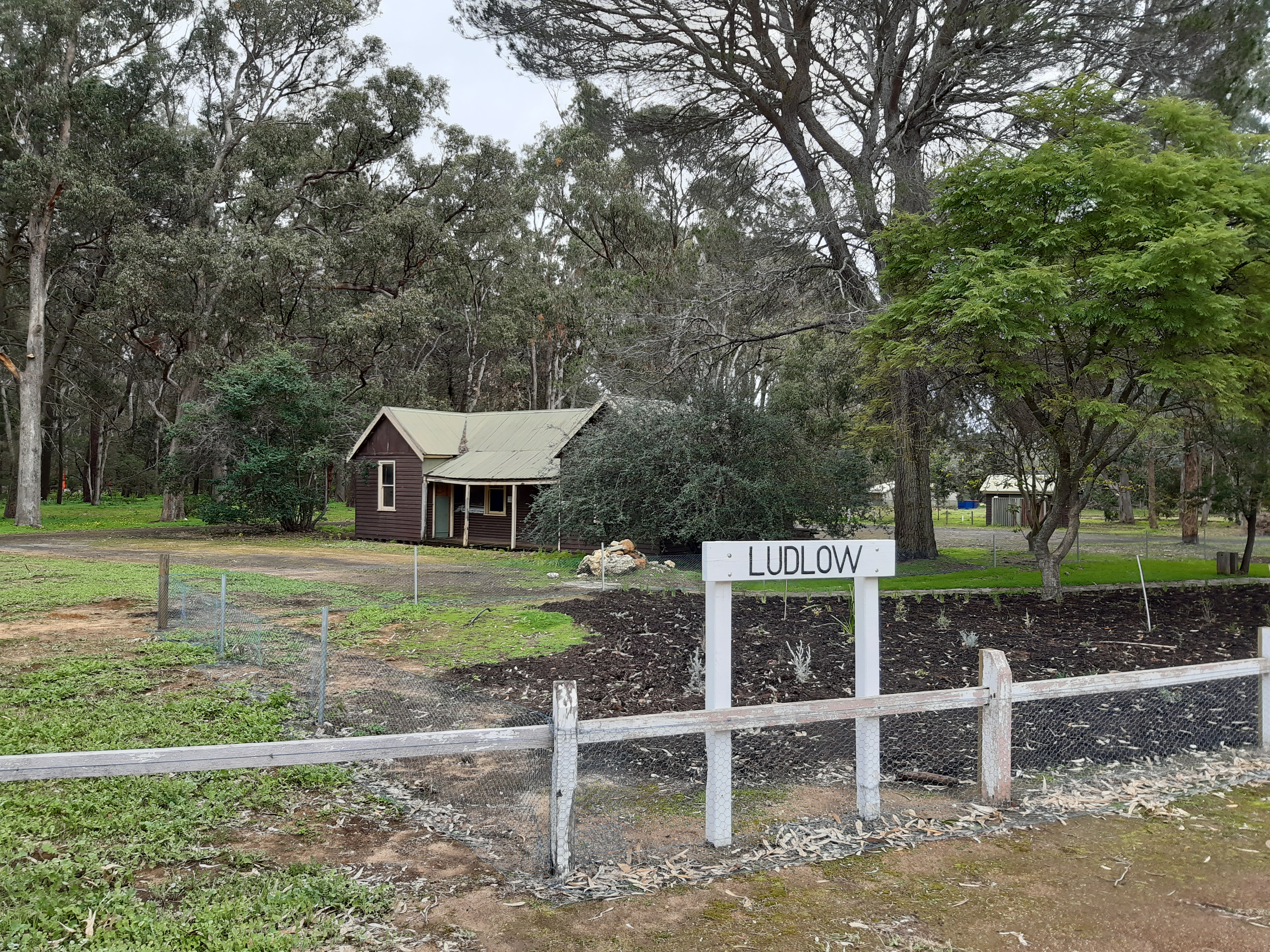
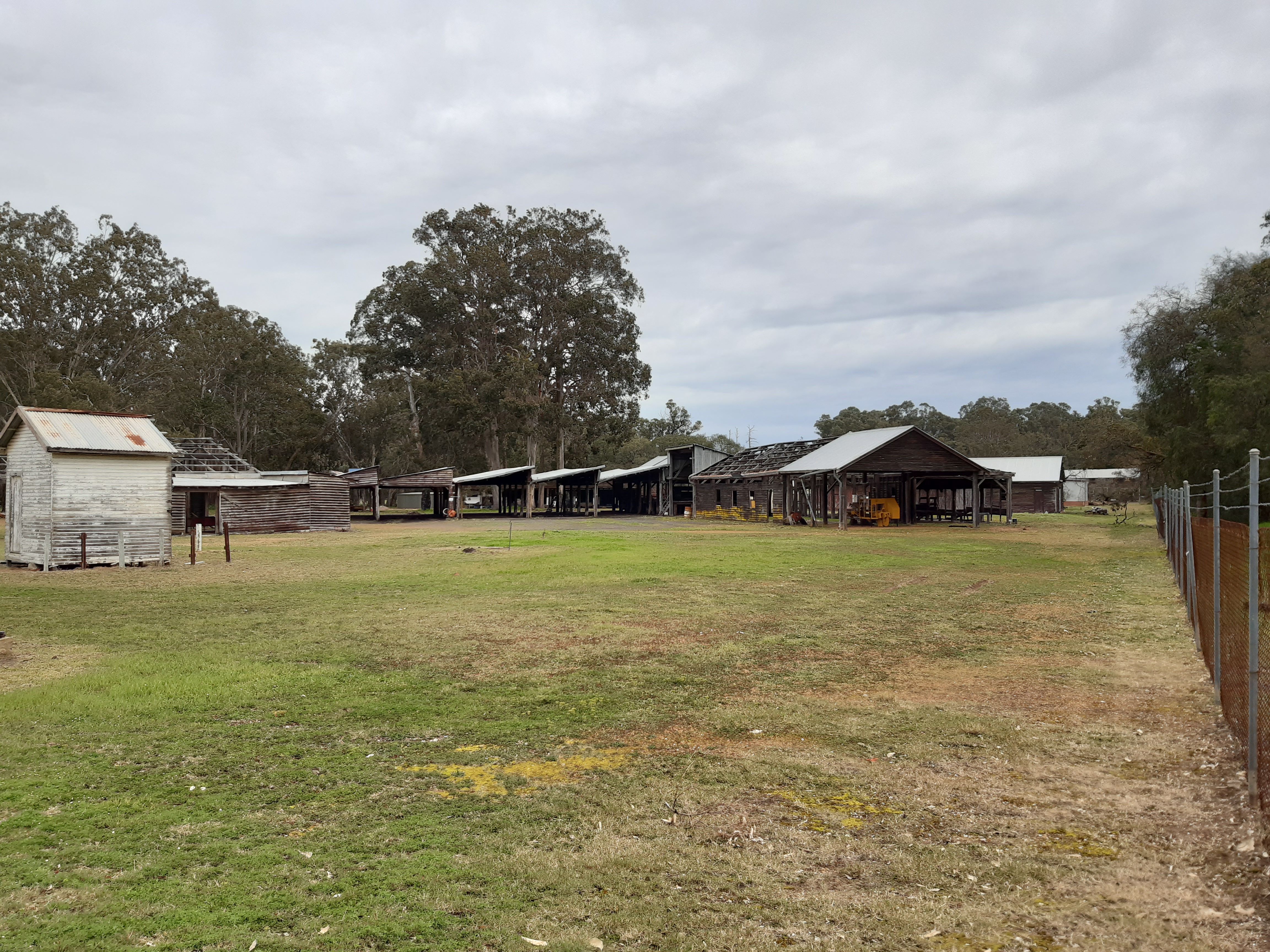